# Carlos González Ferreira
Carlos González Ferreira (Assunção, 20 de março de 1976) é um ex-futebolista paraguaio que atuava como meia.

## Carreira
Carlos González Ferreira integrou a Seleção Paraguaia de Futebol na Copa América de 1999.